# 三保陸
三保陸（印尼語：Semperiuk B）是印度尼西亞西加里曼丹省三發縣南假獅鎮所轄的9個村之一，位於南假獅鎮南部，北鄰Semperiuk A村，東接Sabaran村，南隔三發河與三巴洛鎮Singaraya村為界，西接Sarilaba B村。